# Picasa
Picasa a fost un serviciu de gestionare, vizualizare și editare a imaginilor, ce constă dintr-un software dedicat și un site web de partajare a fotografiilor. Serviciul a fost creat inițial în 2002 de către compania Lifescape, iar din 2004 este deținut de către Google. „Picasa” este un portmanteau din numele pictorului spaniol Pablo Picasso, a frazei mi casa („casa mea” în spaniolă) și „pic” de la pictures (”imagini” în engleză). În iulie 2004, Google a achiziționat Picasa de la autorul original și a început să-l ofere ca freeware.
Serviciul pune la dispoziție aplicații native pentru Windows XP, Windows Vista, Windows 7 și Mac OS X.
La 12 februarie 2016, Google a anunțat că aplicația pentru desktop Picasa ar fi întreruptă, pe 15 martie 2016, urmată de închiderea serviciului Picasa Web Albums pe 1 mai 2016. Google a declarat că motivul principal pentru care iese la pensie Picasa a fost că aceasta vrut să se concentreze eforturile „în întregime pe un singur serviciu fotografii” cross-platform, bazate pe web Google Foto.